# Ganvié I
Ganvié I ist ein Teil der Stadt Ganvié und ein Arrondissement im Departement Atlantique in Benin. Es ist eine Verwaltungseinheit, die der Gerichtsbarkeit der Kommune Sô-Ava untersteht.

## Demografie und Verwaltung
Gemäß der Volkszählung von 2013 hatte Ganvié I 19.155 Einwohner, davon waren 9926 männlich und 9.229 weiblich.
Von den 69 Dörfern und Quartieren der Kommune Sô-Ava entfallen zehn auf das Arrondissement:
1. Agonmèkomey
2. Agoundankomey
3. Gansougbamey
4. Gbamey-Tchèwa
5. Gounsoédji
6. Hindagao
7. Kpassikomey
8. Sokomey
9. Tohokomey
10. Yokagao